# België op de Olympische Winterspelen 1964
Tijdens de Olympische Winterspelen van 1964 die in Innsbruck werden gehouden nam België voor de achtste keer deel.
Na niet aan de Winterspelen van 1960 in het Amerikaanse Squaw Valley te hebben deelgenomen werd België op de negende editie vertegenwoordigd door zeven sporters die deel namen in het alpineskiën, bobsleeën, en schaatsen. Alle deelnemers namen voor de eerste keer deel aan de Winterspelen.
De Belgische equipe behaalde deze editie geen medaille op de Winterspelen. België kwam derhalve niet voor in het medailleklassement.
De alpineskiester Patricia Du Roy de Blicquy was de enige vrouw die voor België aan de Winterspelen deelnam, de zevende vrouw tot nu toe, de zes kunstrijdsters Géraldine Herbos (1920, 1924), Josy van Leberghe (1928), Yvonne de Ligne (1932, 1936), Liselotte Landbeck (1936), Louise Contamine (1936) en Micheline Lannoy (1948) waren haar voorgegaan.

## Deelnemers en resultaten
Deze lijst is mogelijk niet compleet 
|}

### Alpineskiën
| Olympiër (deelname)            | Discipline       | Klassering | Resultaat |
| ------------------------------ | ---------------- | ---------- | --------- |
| Patricia Du Roy de Blicquy (1) | Afdaling (v)     | 13e        | 2.01,41   |
| Patricia Du Roy de Blicquy (1) | Reuzenslalom (v) | 17e        | 1.58,76   |
| Patricia Du Roy de Blicquy (1) | Slalom (v)       | 8e         | 1.37,01   |

### Bobsleeën
| Olympiër (deelname)                                                                | Discipline             | Klassering | Resultaat                                                                   |
| ---------------------------------------------------------------------------------- | ---------------------- | ---------- | --------------------------------------------------------------------------- |
| Claude Englebert (1) Jean de Crawhez (1)                                           | 2-mansbob (m) België I | DNF        | run 1: 1.09,63 run 2: 1.10,01 run 3: niet gefinisht                         |
| Camille Lienart (1) Thierry De Borchgrave (1) Charly Bouvy (1) Jean de Crawhez (1) | 4-mansbob (m) België I | 17e        | run 1: 1.07,46 run 2: 1.05,56 run 3: 1.06,51 run 4: 1.06,31 totaal: 4.25,84 |

### Schaatsen
| Olympiër (deelname)  | Discipline | Klassering | Resultaat    |
| -------------------- | ---------- | ---------- | ------------ |
| François Brueren (1) | 500 m (m)  | 33e        | 43,4 (+ 3,3) |

Argentinië · Australië · België · Bulgarije · Canada · Chili · Denemarken · Duits eenheidsteam · Finland · Frankrijk · Griekenland · Groot-Brittannië · Hongarije · IJsland · India · Iran · Italië · Japan · Joegoslavië · Libanon · Liechtenstein · Mongolië · Nederland ·  Noord-Korea · Noorwegen · Oostenrijk · Polen · Roemenië · Sovjet-Unie · Spanje · Tsjecho-Slowakije · Turkije · Verenigde Staten · Zuid-Korea · Zweden · Zwitserland